# Tanta voglia di lei/Tutto alle tre
Tanta voglia di lei/Tutto alle tre è un singolo dei Pooh pubblicato nel 1971. È stato il loro primo singolo inciso per la CBS, dopo la fine del contratto con la Vedette. La distribuzione è stata curata dalle Messaggerie Musicali.

## Descrizione
Il singolo esce il 28 aprile del 1971, e riporta nuovamente i Pooh nelle classifiche, da cui mancavano dal 1968, dopo il discreto successo di In silenzio/Piccola Katy. 
Il singolo per la prima volta raggiunge i vertici della hit parade, rimanendovi per 10 settimane.
Entrambe le canzoni sono scritte da Valerio Negrini per quel che riguarda i testi e da Roby Facchinetti  per le musiche; gli arrangiamenti sono curati da Gianfranco Monaldi.
Entrambi i brani sono contenuti nell'album Opera prima, pubblicato qualche mese dopo, sempre nel 1971.
Nel 2020 i Pooh hanno pubblicato il cofanetto Le canzoni della nostra storia, il quale viene aperto proprio da Meno male, prima versione del brano, mai pubblicata prima di allora.

### Tanta voglia di lei
Comincia con questi versi Tanta voglia di lei: affidata alla voce di un giovane Dodi Battaglia, diventa una delle canzoni più popolari e rappresentative del quartetto.
Tanta voglia di lei è la storia di un tradimento, il cui protagonista però, pentitosi della scappatella con un'altra donna, decide di tornare dalla sua amata.
Il brano è impreziosito da un'introduzione strumentale, affidata ad una sontuosa orchestra di 22 archi, suggerita ai Pooh dall'arrangiatore del disco, Franco Monaldi.
La genesi della canzone è molto tormentata: dopo aver scritto la melodia nella sua casa di Bergamo, Roby affida il brano a Valerio. Ne nascono testi che non soddisfano il produttore Giancarlo Lucariello, e vengono scartati man mano i titoli più improbabili come Meno male, Tutto il tempo che vorrai e La mia croce è lei. La casa discografica infine affida le liriche al paroliere Daniele Pace, che ne esce con un testo che si rifà a My Sweet Lord, pubblicata l'anno prima dall'ex Beatle George Harrison.
Dodi Battaglia si ritrova ogni volta a dover cantare la canzone su un testo diverso, finché Valerio non porta la versione definitiva del brano, intitolato Nel mondo tanta voglia di lei, quindi successivamente accorciato in Tanta voglia di lei.
La scelta dell'interprete è dovuta a Giancarlo Lucariello, che decide di non lasciare al solo Riccardo Fogli l'interpretazione dei brani del gruppo.
Sulla stessa base musicale vengono registrate anche le versioni destinate al mercato estero. Tanta voglia di lei diventa così I'll close the door behind me per il mercato anglofono (retro: The suitcase), e con diversi titoli viene presentata nei paesi di lingua spagnola: Tantos deseos de ti, Tantos deseos de ella, El verdarero amor e Debes comprenderme (retro: Todo a las tres).

#### Cover
- Nel 1971 Herman Van Keeken incide la versione olandese dal titolo Blijf maar slapen (Continua a dormire), testo di Grimbos, (Nap – 2935 001), pubblicato nei Paesi Bassi.

- Una versione in spagnolo intitolata Dos amantes è stata incisa, a totale insaputa dei Pooh, da José Luis Rodríguez noto col soprannome di El Puma[4], che per anni ha saccheggiato il repertorio della band senza pagare i diritti d'autore delle canzoni.

- Una cover in portoghese, O Mais Importante é O Verdaeiro Amor, è stata realizzata da Márcio Greyck, per poi essere rieseguita da Gilliard.

- Nel 2016 Daniel Sax ha presentato una versione strumentale nel suo album International sax, Vol. 1.

- Nel 2017 Felix Manuell ha inciso la versione salsa del brano dal titolo Dos amantes inserita nell'album Estoy confundido shuu mama! (Musica Latina Records).

### Tutto alle tre
Cantato da Negrini, è un pezzo musicalmente rock, con uno stacco orchestrale al termine della prima strofa e nel finale.
Il testo racconta della separazione di una coppia con la partenza di lei (che prepara una valigia), e si conclude con il tentativo di riappacificazione di lui, che le chiede scusa scrivendole un biglietto.
La versione inglese, The suitcase (La valigia), è stata inserita nella raccolta I Pooh 1971-1974.
Poiché quando venne pubblicato l'album Opera prima era gia avvenuto l'avvicendamento alla batteria da Valerio Negrini a Stefano D'Orazio, fu quest'ultimo che interpretò la canzone durante la tournée ed ha continuato ad interpretarla nei live.

## Tracce
LATO A
1. Tanta voglia di lei (testo: Valerio Negrini – musica: Camillo Facchinetti; edizioni musicali Tevere)

LATO B
1. Tutto alle tre (testo: Valerio Negrini – musica: Camillo Facchinetti; edizioni musicali April Music)

## Formazione
- Valerio Negrini - voce solista in Tutto alle tre, batteria, cori
- Roby Facchinetti - tastiere, cori
- Dodi Battaglia - voce solista in Tanta voglia di lei, chitarre, cori
- Riccardo Fogli - basso, cori

Con i Pooh, l'orchestra di Gianfranco Monaldi.